# الخضراء (صبيا)
قرية الخضراء، إحدى قرى منطقة جازان وهي قرية سكنية تابعة لمركز العالية التابع لمحافظة صبيا جنوب غرب السعودية، تبعد 2 كم باتجاه الجنوب من مدينة بيش.

## الموقع
تقع قرية الخضراء في الجزء الشمالي ضمن إقليم تهامة والذي ينحصر ما بين البحر الأحمر والمرتفعات الجبلية ويمر في هذا السهل وادي بيش وهو من أكبر أودية المنطقة والذي يرفده أكثر من تسعين رافداً وبذلك تتميز أراضي المنطقة بخصوبة أراضيها ذات الزراعات المتعددة، كما تبعد حوالي 65 كيلومترا بالاتجاه الشمالي الشرقي من مدينة جازان، لها عند خط طول 42 درجة وخط العرض 17 درجة.

## انظر ايضاً
- قايم الدش
- العالية

## وصلات خارجية
- بيانات المجلس البلدي من الأمانة العامة لشؤون المجالس البلدية.
- حصر الخدمات بالمدن والقرى بمنطقة جازان.
- دليل الخدمات بمنطقة جازان.
- مصلحة الإحصاءات العامة والمعلومات.